# Зайгер, Флойд
Крис «Флойд» Зайгер (англ. Chris "Floyd" Zaiger) (26 апреля 1926, деревня Кеннард, Небраска — 2 июня 2020, Модесто, Калифорния) — американский биолог и селекционер, автор многих сортов плодово-ягодных культур.

## Биография
Крис Флойд Зайгер родился в семье Кристиана Фредрика Зайгера и Анны Мари Зайгер 26 апреля 1926 года в Кеннарде, Небраска. Семья вскоре переехала в Айову, а затем в Орегон, прежде чем обосноваться в Калифорнии, в долине Сан-Хоакин. Он ходил в школу до восьмого класса и работал сборщиком клубники. Во время Второй мировой войны его призвали в армию США, где он служил парашютистом в 11-й воздушно-десантной дивизии, воевавшей на Тихоокеанском театре военных действий. После войны Зайгер окончил Калифорнийский университет в Дэвисе, получив степень в области агрономии и патологии растений. Он преподавал уроки сельского хозяйства в учебных заведениях городов Модесто и Ливингстон.
В 1950 году он женился на Бетти Джин Тейлор, в их семье родилось трое детей: Лейт, Гэри и Грант.

## Научная деятельность
В 1954 году Зайгер и его жена Бетти купили питомник площадью 2,5 акра и в качестве хобби начали разводить термостойкие азалии. В 1956 и 1957 годах он учился у заводчика Фреда Андерсона, ученика Лютера Бёрбанка. В то время как семья Зайгер продолжала управлять питомником декоративных растений до 1990 года, Зайгер и его семья более известны созданием фруктовых сортов. Семейная компания Zaiger Genetics создаёт гибриды традиционным методом перекрёстного опыления, без использования методов генной инженерии или молекулярной генетики. По состоянию на 2020 год они запатентовали 446 сортов растений.
Первыми запатентованными сортами Зайгера были персик Royal Gold, представленный в 1965 году, и нектарин «Crimson Gold». Он сумел создать множество межвидовых гибридов растений рода Prunus, такие как плумкот. Также он вывел сорта растений (например, вишни), способные расти и плодоносить в климате с тёплой зимой (см. Chilling requirement). Также Зайгер создал сорта персика, дающие сладкие, но твёрдые плоды, пригодные для длительной транспортировки. Он изобрёл самоплодный сорт миндаля Independence, не зависящий в плодоношении от наличия рядом других миндальных деревьев и насекомых-опылителей.

## Награды
- 1995 год: Премия Уайлдера от Американской помологической ассоциации за выдающийся вклад в развитие помологической науки и создание сортов фруктов. англ. Wilder Award from the American Pomological Society for "distinguished service and contributions to the advancement of pomological science and for outstanding fruit varieties").
- 1997 год: офицер ордена Сельскохозяйственных заслуг (фр. Ordre du Mérite Agricole).
- 1999 год: Премия выпускников 1999 г. за отличие от Колледжа сельскохозяйственных и экологических наук Калифорнийского университета в Дэвисе (англ. Alumni Award of Distinction award from UC Davis College of Agricultural and Environmental Sciences).